# Sueños lastimados
«Sueños Lastimados» es una canción de la cantante mexicana Paty Cantú. Fue escrita por ella misma y se lanzó en plataformas digitales y en estaciones de radio el 17 de febrero del 2017.

## Recepción y antecedentes
El video audio de la canción se lanzó a YouTube en la cuenta de Vevo de la cantante el mismo día de su lanzamiento. La letra de la canción habla de un amor que no prosperó pero se quiere hacer lo posible para poder reinventarse.
La canción además fue utilizada como tema de cierre para la telenovela El Bienamado.

## Lista de canciones
Descarga digital
- 'Sueños Lastimados' - 4:14